# Pavol Staňo
Pavol Staňo (Čierne, 29 settembre 1977) è un allenatore di calcio ed ex calciatore slovacco, di ruolo difensore.

## Carriera

### Giocatore

#### Club
Debutta in Ekstraklasa il 14 settembre 2007 con il Polonia Bytom nella sconfitta fuori casa per 4-0 contro il Górnik Łęczna, dove subisce anche un cartellino giallo.
Gioca l'ultima partita con il Polonia Bytom il 7 maggio 2008 nel pareggio casalingo per 2-2 contro il Lech Poznań, dove segna il gol decisivo per il pareggio finale.
Debutta con i nuovi compagni dello Jagiellonia Białystok il 10 agosto 2008 nel pareggio fuori casa per 1-1 contro l'Arka Gdynia.
Segna il primo gol con lo Jagellonia il 17 ottobre 2008 nel pareggio fuori casa per 1-1 contro l'Odra Wodzisław Śląski.
Fa la sua ultima partita nello Jagiellonia il 13 dicembre 2009 nella vittoria casalinga per 2-1 contro il GKS Bełchatów.
Debutta con il Korona Kielce il 27 febbraio 2010 nella vittoria per 1-0 contro i suoi ex compagni, dello Jagiellonia Białystok.

### Allenatore
Il 2 gennaio 2020 assume l'incarico di allenatore del Žilina colmando il vuoto lasciato da Jaroslav Kentoš.

## Palmarès

### Giocatore

#### Club
- Supercoppa di Slovacchia: 1

Artmedia Bratislava: 2005
- Coppa di Polonia: 1

Jagiellonia: 2010